# Lessinodytes
Lessinodytes is een geslacht van kevers uit de familie van de loopkevers (Carabidae). De wetenschappelijke naam van het geslacht is voor het eerst geldig gepubliceerd in 1982 door Vigna Taglianti.

## Soorten
Het geslacht Lessinodytes omvat de volgende soorten:
- Lessinodytes caoduroi Vigna Taglianti, 1982
- Lessinodytes glacialis Vigna Taglianti et Sciaky, 1988
- Lessinodytes pivai Vigna Taglianti & Sciaky, 1988